# Melanie Forgeron
Melanie Forgeron (* 1976 in Nürnberg) ist eine deutsche Opern- und Liedsängerin (Mezzosopran).

## Werdegang
Melanie Forgeron absolvierte ein Violinstudium, bevor sie ein Gesangsstudium an der Hochschule für Musik und Theater Hannover bei Carol Richardson-Smith begann. 2005 schloss sie dieses mit dem Diplom ab.
Im September 2005 wurde sie festes Ensemblemitglied am Theater Aachen, wo sie u. a. als Charlotte in „Werther“ von Jules Massenet, Idamante in „Idomeneo“ von Wolfgang Amadeus Mozart, Nikausse/Muse in „Hoffmanns Erzählungen“ von Jacques Offenbach, Hänsel in „Hänsel und Gretel“ von Engelbert Humperdinck und Olga in „Eugen Onegin“ von Tschaikowski debütierte. 2009/10 hatte sie parallel zu Aachen einen Gastvertrag an der Staatsoperette Dresden. Hier sang sie Carmen in „Carmen“ von Georges Bizet und Orlowski in „Die Fledermaus“ von Johann Strauss. 2010 wechselte sie an das Theater Bielefeld, sang hier in Produktionen wie u. a. „Xerxes“, „Don Giovanni“, „The Rape of Lucretia“, „Dido and Aeneas“ und „Così fan tutte“ die Hauptpartien.
Im Sommer 2015 gab sie ihr Debüt in Tokio, wo sie im Rahmen eines Konzertes Ausschnitte als Kundry in „Parsifal“ von Richard Wagner, Annina in „Der Rosenkavalier“ und Komponist in „Ariadne auf Naxos“ von Richard Strauss, sang. Melanie Forgeron lebt als freischaffende Sängerin in Zürich.

## Wettbewerbe
- 2009: 3. Preis Gesangswettbewerb Schlossoper Haldenstein (Schweiz)
- 2004: Finalistin beim 33. Bundeswettbewerb Gesang Berlin
- 2001: Preisträgerin des internationalen Gesangswettbewerbs der Kammeroper Schloss Rheinsberg

## Veröffentlichungen
- Liszt „Christus“, Melanie Forgeron (Alt), erschienen 2010 bei „Coviello Classics“
- Dvórak „Stabat Mater“, Melanie Forgeron (Alt), erschienen 2010 bei „Trinity Recordings“
- Mozart „Vesperae solennes de Confessore“ KV 339, Melanie Forgeron (Alt), erschienen 2006 bei „Coviello Classics“
- Mozart „Krönungsmesse“ KV 317, Melanie Forgeron (Alt), erschienen 2006 bei „Coviellio Classics“[3]